# 内人党事件
内人党事件，全称内蒙古人民革命党肃清事件，是在中华人民共和国文化大革命期间，由中国人民解放军将领滕海清主持的在内蒙古自治区进行的一场大规模肃反运动，源自对时任内蒙古自治区党委第一书记乌兰夫的政治清洗。该运动发生于1967年下半年至1969年5月期间，得到了中国共产党中央委员会的授意，而运动中通过刑讯逼供，将上百万人定性为内蒙古人民革命党（简称“内人党”）成员，其中有数以万计的人被屠杀或遭迫害致死，受害者大部分是蒙古族。此次肃反运动中的屠杀或迫害的方式包括压杠子、老虎凳、吃炉渣、火柱烫、穿指甲、掏肝脏、压油板、拔人河、上吊、打夯、割舌头、割鼻子，等等。
“内人党”冤案造成的伤亡人数有不同的数据。依据1980年《中华人民共和国最高人民检察院特别检察厅起诉书》：34.6万人被关押，16,222人被迫害致死， 81,808人致残。与此同时，据各方估计，内人党事件中实际有2万-10万人非正常死亡，总共有数十万人被关押和迫害，上百万人受到牵连。其中，学术界估计该事件共关押了约50万人，并较为认可内蒙古大学学者编写的《内蒙古自治区史》中所记载的数据，即有2.79万人被迫害致死、12万多人致残。
文化大革命后，内人党事件中的受害者虽然在拨乱反正时期得到平反，但滕海清因中共中央认定“内人党”是林彪和四人帮直接干预，康生与陈伯达授意、指使而造成的，而滕海清仅是政策的执行人，同时念及此前的功勋、贡献，决定从宽处理，不予追究刑事责任。此外，滕海清的部分下属被处以不同刑期的有期徒刑，其中蒙古族下属乌兰巴干被判处15年有期徒刑。

## 事件历史

### 事件背景

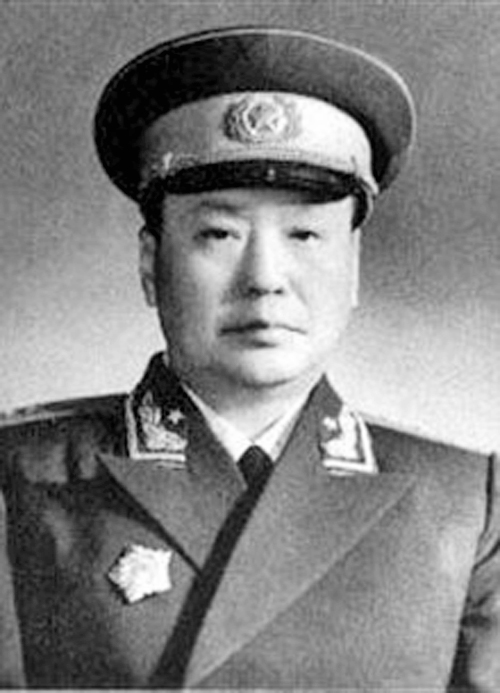
时任内蒙古自治区第一书记的乌兰夫受到迫害

1966年5月16日，中共中央召开政治局扩大会议，通过毛泽东主持起草的《五·一六通知》，文化大革命爆发。5月20日，中共中央华北局在北京前门饭店召开会议，内蒙古主要党政领导人、四清工作团负责人共计146人参加，6月7日到7月20日，内蒙古自治区党委第一书记乌兰夫在会上被揭发批判。内蒙古党委副书记奎璧、自治区副主席吉雅泰等人受株连。
1966年7月2日，正值文化大革命开始，国家主席刘少奇、中央书记处负责人邓小平代表中共中央找乌兰夫谈话，指责乌兰夫不搞阶级斗争，犯了地方民族主义和修正主义的严重错误。1966年8月初，改组中共呼和浩特市委，第一书记李贵被批判，随即成立内蒙古党委文革领导小组、四清领导小组和生产领导小组，取代原有的党政领导机构。1966年8月16日，中共中央批准撤销乌兰夫内蒙古党委第一书记、华北局第二书记职务。此后乌兰夫被软禁在北京，不得返回内蒙古。乌兰夫是在文革期间最早被罢黜的地方高级官员之一。

1967年2月，内蒙古軍區與造反派組織呼三司發生暴力衝突，並導致一名大學生死亡。中央军委要求内蒙古自治区党委、内蒙古军区、造反派與保守派代表到北京進行四方会谈。
1967年4月13日，中共中央发布《关于处理内蒙古问题的决定》，指内蒙古领导人王铎、王逸伦等为保守派的后台予以批判。1967年7月27日，中共华北局做出了《中共中央华北局关于乌兰夫错误的报告》，列举了其五大罪状：（一）反对毛泽东思想，另打旗帜，自立体系；（二）反对阶级斗争，反对社会主义革命；（三）对修正主义卑躬屈膝；（四）以1935年《中华苏维埃中央政府对内蒙古人民宣言》为纲领，进行民族分裂活动，搞独立王国；（五）安插亲信，篡夺领导权。

### 事件经过

#### “新内人党”

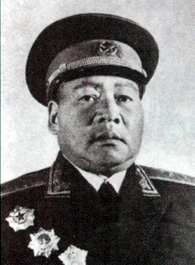
内人党事件的总指挥滕海清

1967年5月，滕海清调任内蒙古军区代理司令员。6月18日，成立了内蒙古自治区革命委员会（简称“内蒙古革委会”）筹备小组；11月1日，内蒙古革委会成立，滕海清任主任，李树德、吴涛、高锦明任副主任。而乌兰夫被逐出内蒙古的政治舞台后，在林彪、江青、康生等人的亲自授意下，“挖乌兰夫黑线，肃乌兰夫流毒”运动（简称“挖肃”运动）也随之展开。
1967年上半年，中国大陆各地掀起了“揪叛徒”、“揪特务”之风。同年下半年该运动波及到了内蒙古，内蒙古造反派也成立了揪叛国集团联络站，由乌兰巴干负责领导。乌兰夫因为受中共高层保护，未能被抓回内蒙古，而哈丰阿于同年7月被“揪哈联络站”从北京押送回内蒙古；随之成立的“专案组”翻出了内蒙古人民革命党的活动历史，从而拉开了整肃内人党的序幕。除了哈丰阿之外，又将刚刚成为内蒙革委会委员、原内蒙古党委宣传部副部长特古斯绑架到呼和浩特郊外赛马场的办公室，进行连夜审讯。由于特古斯是经哈丰阿介绍参加过“内人党”，因此特古斯被作为“混入政府机关”的“另一套班子”的“现行分子”而被揪出整肃。这对当时在内蒙古不遗余力地推行文革整肃运动的滕海清来说，无异服了一剂强心剂。用他的话来说：“揪出特古斯打响了继续深入彻底地批判乌兰夫黑线的第一炮，把文革推向新阶段。”
在以后批判特古斯的各种文章、大字报、发言稿中，一个含义模糊、内容广泛的一个新政党被炮制出来。它既指1946年哈丰阿组建的第二代“内人党”，又无中生有地编造出1960年代“复活”的内人党。譬如，当时宣传“多年来，特别是1960年以来，‘内人党’的活动甚为猖狂，先后召开了几次大会，发展了新党员。” 同时还“制造”出诸多“新内人党”的变种组织，如“统一党”、“民族独立党”、“柳条子党”、“井眼党”、“沙窝子党”、“黑虎厅”、“白虎厅”等。从此，这个在人们想象中产生的“新内人党”成为了一个血腥绞肉机。

#### 迫害浪潮全面展开
1968年2月4日，滕海清和李树德受到中央文革小组领导人接见，江青称“我在北京文艺界作的报告，北京没有动起来，内蒙倒动起来了，他们通过文艺界的深入斗争，使整个运动深入前进了一步，挖出了这么多坏人。”中央政治局常委康生表示“内蒙地区苏修、蒙修、日本特务不少。内人党至今还有活动，开始可能楸的宽点，不要怕！” 2月13日，成立中共内蒙古自治区革命委员会核心小组。2月18日内蒙古革委会召集各盟市革委会领导人，举行部署会议。4月13日，滕海清在群众大会上发布命令向“新内人党”总攻。4月14日-26日，内蒙古大学党委副书记巴图在酷刑之下，指认鲍荫扎布等16名领导干部是内人党骨干。这些人随即被逮捕，并在受到酷刑逼供后又指认新的内人党成员。
1968年4月23日，《内蒙古日报》发表《发动全面总攻，夺取决战决胜》社论。王再天、哈丰阿、朋斯克、特木尔巴根等领导干部被打为“乌兰夫反党叛国集团”。4月26日，李德臣起草、高锦明签发的《关于“内蒙古人民革命党”叛国案件的报告》报送中共中央。康生向滕海清指示“你们内蒙古的同志脑子里是没有敌情的。内蒙古有这么大的反革命组织，你们还向中央请示什么，有多少挖多少，越多越好嘛。”7月5日，内蒙古革委会召开第三次全委（扩大）会议。7月20日通过了《关于对内蒙古人民革命党的处理意见》，意见认为1947年内蒙古自治政府成立后，以乌兰夫为总头目的“老内人党”转入了地下，对内人党支部委员以下的骨干分子按反革命分子处理，一般成员限期自首，抗拒从严。该处理意见随后以“内革发351号文件”的形式传达全区，对内人党的迫害自上而下的开展起来了。滕海清发布《敦促内人党登记》一号、二号通告，并发表《围剿内人党及其变种组织的标语口号》，通过威吓、暴力的手法，将许多人揪出来，而被揪出来的人若不承认自己是内人党，则受到拘禁、刑讯；而承认了，又要供出新的内人党成员。滕海清在内蒙古军区政治部200人中，就揪出180个内人党，其中10个人被迫害致死。11月24日，《内蒙古日报》发表题为《狠为基础》的社论，文中称“经过一年的扫荡战，斗争进入深挖深批打硬阶段，不狠是不行的。稳、准、狠三个字狠是个基础。”12月2日，内蒙古自治区公安厅军管会主任称，其公安厅内有内人党指挥部、保卫部、苏修情报部，挖出十二个内人党党支部，68名骨干，200余名党徒。 之后在为时一年半的时间内，内蒙古挖肃内人党的迫害活动像滚雪球一样越滚越大，从首府呼和浩特迅速蔓延到了地方各盟、旗、县乡村。在整个文革所有的冤假错案中，“内人党”受迫害者所遭受的肉体酷刑以及精神上的凌辱都堪称登峰造极、令人发指。

#### “五二二指示”
1968年11月以后至1969年的5月，内人党迫害事件达到了顶峰。到了1969年3月，遭受迫害的内蒙古人民带着各种告状信、申诉书、亲人的遗书、血衣、刑具，纷纷以各种手段，汇集到北京。北京站、中山公园、国家民族事务委员会、民族文化宫、中南海等地都坐满了来京申诉的内蒙古人。与此同时，经过急风暴雨的文革高潮后，为了顺利召开中共第九次全国代表大会，党主席毛泽东认为应该给文革适当降温。在这个大背景下，内人党受迫害者来京上访引起了中共中央的重视。
1969年4月，中共九大召开。5月13日－19日，在中共中央政治局成员接见内蒙古领导人时，滕海清受到批评。5月22日，中共中央针对内蒙古发出了24号文件（简称“五二二指示”），毛泽东在文件中批示“在清理阶级队伍中，内蒙古已经扩大化了”，文件要求对误伤的好人要彻底平反，关押者除了重大嫌疑的，其他立即释放。而进京上访的人却源源不断，他们一致要求中共中央惩办滕海清；内蒙古社会局势的动荡使得中共高层担心内蒙古因“内人党事件”激发蒙古人的民族情绪而导致“苏修”（苏联）、“蒙修”（外蒙古）的介入。为此中共中央高层试图以抛弃滕海清来平息内蒙古局势，“五二二指示”使得内蒙古局势的风向标一夜逆转，滕海清成了口诛笔伐的对象。1969年6月至7月，在数次的“批滕大会”上，滕海清不得不面对着那些孤儿寡母、身体残废的受迫害者声泪俱下的控诉。这个在过去的一年半时间内，一手制造了内人党事件这一特大冤案的始作俑者，也尝到了被整肃的滋味。

#### 更迭人马

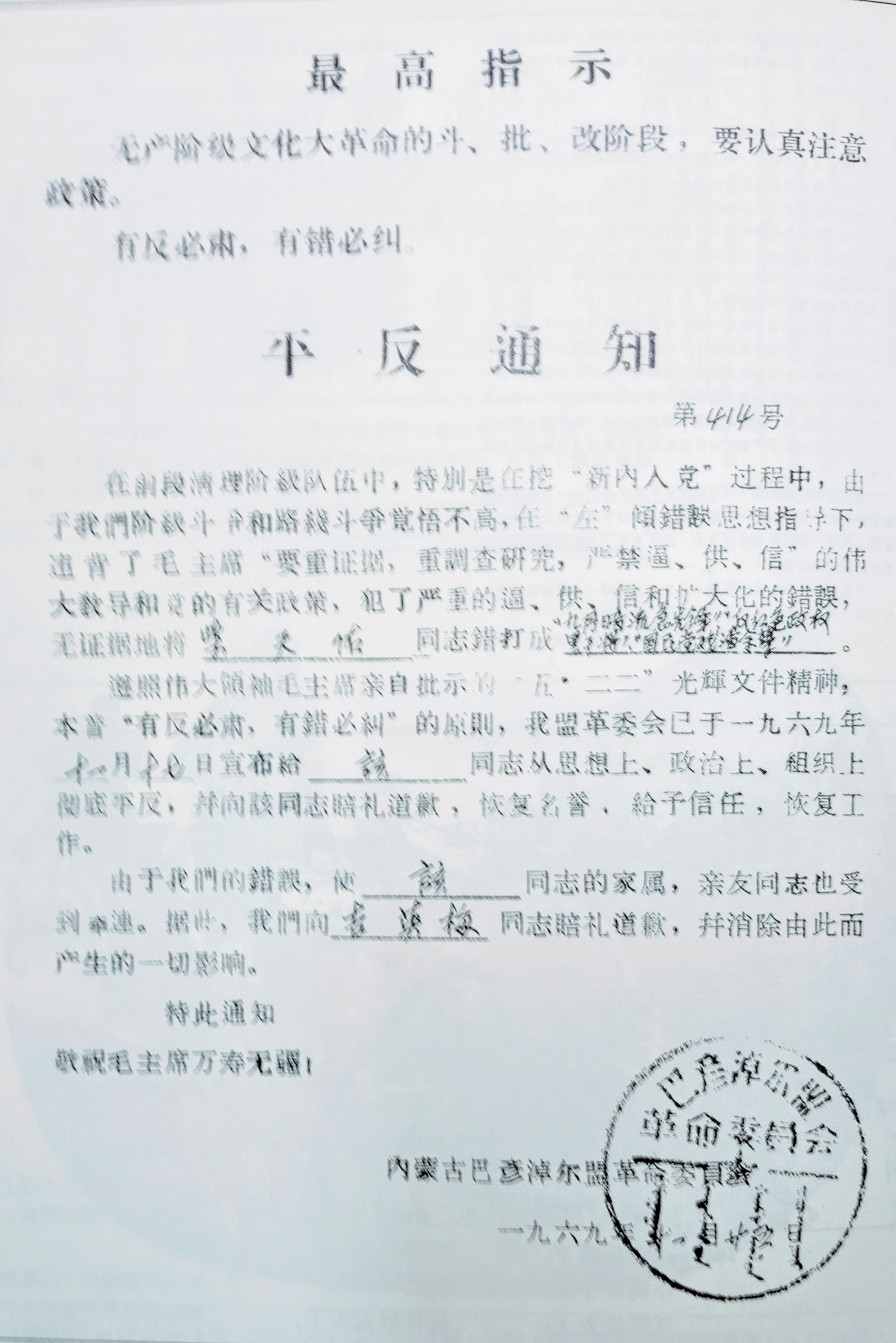
內蒙古巴彥淖爾盟革命委員會開立的「平反通知」

中共高层原先试图以牺牲一个滕海清来缓和内蒙古的社会不满和民族矛盾，却没有料想内蒙古社会局势陷入了更严重的混乱。文革动乱的反复无常，使得那些积极参与“挖肃”运动的人们不相信这个“五二二指示”是“最高指示”，视其为一张废纸。各级革委会对来自中共高层的指示强烈抵制，使得受迫害者再度进京上访。具有讽刺的是，“五二二指示”非但没有平息大众的情绪，反而使得参与挖肃的各级领导也加入了上访的队伍。他们指责中共中央的方针朝令暮改，过去不挖肃是右倾，现在挖肃了是左倾，基层领导成为了平反运动的替罪羊。因而使内蒙古地区产生了“批滕派”和“保滕派”这一势不两立，以武力相互攻击的两大派系阵营。更令中共高层担忧的是军队也几乎陷入瘫痪，地方军分区高级军官公然不买内蒙古革委会的帐，政府机关被围攻、武器弹药被抢夺，内蒙古社会出现了权力真空。面对内蒙古的危局，中共高层反过来又对“批判滕海清”踩刹车。
与此同时1969年7月19日，中共中央将北京、兰州、沈阳三大军区的负责人召集到北京，召开了一个分割内蒙古的紧急会议。会议通过了《关于变更内蒙古自治区行政区划的工作会议纪要》，改变内蒙古行政区划，将内蒙古部分的行政区域分别划入周围省份。中共中央此举的目的在于，一是尽快结束内蒙古动乱的局势；二是考虑到内蒙古东部地区曾经有过酝酿内外蒙古统一合并的历史背景，担心内人党事件重新燃起蒙古人的民族统一情绪，因而缩小了内蒙古自治区行政区域的范围。
然而，这些措施并没有奏效，因内蒙古各级权力机构运作瘫痪而导致的权力真空和动乱局面依旧存在。1969年12月18日中共高层紧急将滕海清、吴涛、高锦明、权星垣、李树德、李质等人召进北京，国务院总理周恩来当面向他们宣布经毛泽东批准的《中共中央关于内蒙古实行分区全面军管的决定》。12月19日，北京军区司令员郑维山率部前来执行军管，郑维山与副司令员杜文达、副政委黄振棠、张正光组成内蒙前线指挥所（简称“前指”），统一领导内蒙古工作。实行军管一方面是为了对苏联的备战，另一方面是中共高层为了解决内蒙古的尖锐社会矛盾而采取的应急手段。对内蒙古宣布实行军管，标志着自1967年11月1日产生，在近两年当中制造了内人党惨案的内蒙古革委会核心小组退出了历史舞台。

#### 军管下的继续“挖肃”
内蒙古的分区全面军管从1969年12月下旬开始。军管会原本应该执行“五二二指示”，以缓和激化的社会民族矛盾。然而郑维山主管下的军管会非但不安抚受害者，反而将提出这种要求的受害者看作是“破坏战备”、“破坏民族团结”的捣乱分子予以打压；同时又将那些民愤极大、犯有血案的官员调离出内蒙古。而军管会也并没有停止迫害“新内人党”，在军管会下的内蒙古，草菅人命的事情时有发生。
1970年12月因毛泽东与副手林彪之间的矛盾，郑维山成为“陈伯达反党集团”的成员而被停职审查，接替他的是北京军区副司令员尤太忠。1971年5月，内蒙古的全面军管宣布结束。

### 事件平反

#### 拨乱反正
1976年9月，毛泽东逝世。同年10月，四人帮被捕，文革结束。1978年4月15日，中共中央根据内蒙古自治区党委的报告，作出彻底推倒所谓“新内人党”的历史错案的批示。1978年4月20日，中共中央组织部部长胡耀邦报请党主席兼总理华国锋，决定彻底平反所谓内人党，认为属于一大错案。
1979年11月13日，内蒙古自治区党委向中共中央递交了《关于滕海清在内蒙所犯下严重罪行和处理意见的报告》之后，于1980年6月又向中共中央纪律检查委员会递交了第二份报告。报告中指出：“在挖‘内人党’中，内蒙遭受的酷劫是骇人听闻的，林彪、康生、四人帮是这场浩劫的罪魁祸首。滕海清、吴涛、高锦明、权星垣、李树德、郭以清等人，是造成这一惨案的罪人！他们罪行严重、民愤极大，应予以党纪、国法的严肃制裁！不然，确实难以平内蒙古各族人民的民愤。”
对此，中共中央对内蒙古党委的回复是：中央的领导人由中央做行政处理。滕海清因为过去有战功，且“内人党”是林彪和四人帮直接干预，康生与陈伯达授意、指使而造成的，而滕海清仅是政策的执行人，不追究其在内人党事件中的责任；吴涛不宜留在内蒙古，调回北京军区副政委；高锦明、权星垣、李树德在“挖肃”后已受到降级、劳动锻炼等处分，不宜再予追。而内蒙古有权处理的只有在1968年8月就已失势的郭以清。他被开除党籍、开除公职，在牢狱服刑三年。

#### 法院审判
1987年10月3日，在“内人党事件”发生后的二十周年，作为清算内人党事件的最后一幕，呼和浩特市中级人民法院召开了公审大会。在20年前挖肃内人党运动中，为参与挖肃内人党积极罗列诬陷材料而深得滕海清的赏识，却被广大的内蒙古人视为蒙奸的乌兰巴干坐到了被告席上。《起诉书》指控被告犯有下列罪行：
1967年9月组建‘揪叛站’后，就大肆搜集所谓‘内人党’的历史和现实材料，并派人到各盟市、东北、北京、南京等地有关部门和档案馆搜集历史资料，采取断章取义、捏造事实、篡改、歪曲内蒙历史和颠倒事实的恶劣手法，炮制了127份材料，提出有一个‘新内人党’反革命集团，上报内蒙革委会核心小组，制造了‘新内人党’大假案，对全区挖‘新内人党’造成了严重的后果……
同年11月4日，呼和浩特市中级人民法院做出终审判决，判处被告人15年徒刑，判决前羁押日折抵刑期日（1978年乌兰巴干就已被捕）。然而，对乌兰巴干的判决并没有平息内蒙古人的愤怒，认为这是一个“糊涂案”。在法庭上，被告方的辩护人也提出了质问：
第一、文革是中共中央亲手发动的政治运动，被告是响应了中共中央的号召。中华人民共和国刑法第九条规定：“本法自1980年1月1日起生效，中华人民共和国成立以后，本法施行以前的行为，如果当时的法律、法令、政策不为犯罪的，适用于当时的法律、法令、政策。”据此，被告不能认为有罪；第二、1978年4月20日中共中央指出：“这个冤案的祸根是林彪、‘四人帮’，责任在原自治区党的核心小组几个负责人。
被告方的辩护人进一步提到：
制造者不受法律制裁，而参与者却在20年后的今天受到审判，这究竟是怎么一回事呢？宪法第33条规定：‘中华人民共和国公民在法律面前一律平等’。既然如此，就应该拿那些‘同案犯’也放在今天的被告席上。请问公诉人：滕海清、高锦明、权星垣、李树德在内人党问题上判了什么罪？难道在强调法制的今天，还允许在法律面前人与人有什么不平等吗？在这个重大的冤案中，难道让一个少数民族作家，一个普通群众来当牺牲品、替罪羊吗？

## 迫害和屠杀

### 迫害和屠杀方式
在内人党事件中，用于屠杀或迫害的方式包括压杠子、老虎凳、吃炉渣、火柱烫、镇冰块、穿指甲、装裤裆、掏肝脏、压油板、拔人河、打秋千、猴掏牙、捅鼻子、扣乳房、上吊、打夯、木棒刺阴道、热盐水浇伤口、割舌头、割鼻子，等等。

### 受难人数
以内人党为借口的这场肃反运动，在内蒙古产生了灾难性后果。内蒙古党委后来在总结这场运动的报告中称：“滕海清等人采取了混淆是非、颠倒黑白、凭空捏造手段，用尽骇人听闻的极其野蛮、残酷的各种刑罚，大搞逼供信，造成特大冤案，共打成四十八万多人为新内人党分子。”
- 依据1980年中华人民共和国最高人民检察院特别监察厅起诉林彪、四人帮的起诉书，“内蒙古自治区因内人党冤案，有三十四万多名干部、群众遭到诬陷、迫害，1万6,222人被迫害致死。”[5][8] 中华人民共和国最高人民法院特别法庭判的决书中提道，“康生、谢富治等挖所谓内蒙古人民革命党冤案造成惨重后果，大批干部和群众被迫害致死致残。林彪、江青反革命集团危害各少数民族人民的生命财产和自治权，给各族人民带来极大的灾难。”[2]
- 前内蒙古党委第二书记廷懋于1981年8月1日致信黄克诚，信中称“内蒙在‘文革’中打‘乌兰夫反党叛国集团’和挖‘新内人党’，死两万多人，伤残十七万，被株连的上百万人。”[10]
- 依据内蒙古大学学者郝维民编写的《内蒙古自治区史》（1991年）一书中记载，有2.79万人被迫害致死、12万多人致残[7][8]。
- 依據楊海英主編的《內蒙古人民革命黨》一書中有提到，1967~1969年間，150萬內蒙古人，至少34萬6千人受捕，2萬7千900被殺，12萬人致殘[31]。
- 民间上访的受害人寡妇们（“三十二寡妇上访团”）的统计数字是：致死4万多人，伤残人数为14万多人，被抓、被挖、被迫害的人数大约有70万[10]。
- 依据流亡海外的蒙古学者巴赫的说法，80万人遭到逮捕关押，50万人致残，5万人被迫害致死[8]。此外，巴赫另有文章估计，“上百万人受到株连，七十——八十万人遭逮捕和关押，近十万人被迫害致死”、“被迫害致死者竟达十多万人之多”[11][32]。

以下为内蒙古部分地区的伤亡人数统计，尚不包括阿拉善盟，昭乌达盟、兴安盟、呼和浩特市和包头市以及军区的伤亡情况。 
| 地区       | 牵涉                                                                         | 死亡    |
| ---------- | ---------------------------------------------------------------------------- | ------- |
| 锡林郭勒盟 |                                                                              | 1,863人 |
| 伊克昭盟   | 挖15万人（占当时74万人口的21%）、伤5,016人、残2,322人、完全丧失工作能力739人 | 1,260人 |
| 乌兰察布盟 | 伤8,628人、残4,650人                                                         | 1,686人 |
| 巴彦淖尔盟 | 挖8,415人、重残3,608人                                                       | 363人   |
| 哲里木盟   | 挖48,500人、死3,900人、伤残14,000人                                          | 3,900人 |
| 呼伦贝尔盟 | 挖47,500人、关押14,329人                                                     | 2,307人 |

### 知名遇难者
知名遇难者包括：
- 内蒙古自治区人民政府副主席吉雅泰
- 内蒙古自治区人民政府副主席哈丰阿
- 内蒙古自治区高级人民法院院长特木尔巴根
- 内蒙古自治区人民政府副主席达理扎雅
- 内蒙古自治区党委副秘书长嘎如布僧格
- 内蒙古师范学院院长左智
- 内蒙古大学历史系主任何志
- 内蒙古历史研究所所长勇夫

## 延伸阅读
- 《内蒙文革实录——“民族分裂”与“挖肃”运动》 作者：启之。 香港天行健出版社（2010年1月）
- 《康生与内人党冤案》 作者：图门、祝东力。民族出版社（1995年）
- 《内蒙文革风雷：一位造反派领袖的口述史》作者：高树华、程铁军。明镜出版社（2007年）
- 《沒有墓碑的草原：內蒙古的文革大屠殺實錄》作者：楊海英。八旗文化（2014年）
- Andrew G. Walder. Rebellion and Repression in China, 1966–1971 （页面存档备份，存于）. Social Science History, Volume 38, Numbers 3 & 4, Fall/Winter 2014, pp. 513-539 (Article) Published by Cambridge University Press.
- SEKI Hei. A HISTORY OF MASSACRES IN CHINA What Makes the Chinese Such Lovers of Murder?. 2007.